# Morayo Soluade
Morayoninuoluwa Chukwemeka Soluade (ur. 12 lipca 1995 w Londynie) – brytyjski koszykarz grający na pozycji rzucającego obrońcy lub niskiego skrzydłowego, reprezentant kraju, obecnie zawodnik Leche Rio Breogan.
W 2016 wziął udział w Adidas Eurocampie.
11 sierpnia 2018 został zawodnikiem Legii Warszawa. 27 lipca 2019 opuścił klub, aby rozpocząć występy w hiszpańskim zespole Leche Rio Breogan.

## Osiągnięcia
Stan na 19 lutego 2019, na podstawie, o ile nie zaznaczono inaczej.
Drużynowe
- Wicemistrz LEB Oro (II ligi hiszpańskiej – 2017)
- Finalista pucharu księżnej Hiszpanii (2017)

Indywidualne
- Zwycięzca konkursu wsadów EBL w ramach pucharu Polski (2019)[5]

Reprezentacja
- Wicemistrz Europy U–16 dywizji B (2011)
- Uczestnik:
  - kwalifikacji do mistrzostw świata (2017)
  - mistrzostw Europy:
    - U–20 (2014 – 11. miejsce, 2015 – 15. miejsce)
    - U–18 (2013 – 9. miejsce)
    - U–16 dywizji B (2010, 2011)